# Marco Cláudio Glícia
Marco Cláudio Glícia (m. 236 a.C.; em latim: Marcus Claudius Glicia) foi um político da gente Cláudia da República Romana nomeado ditador pelo cônsul Públio Cláudio Pulcro depois da desastrosa derrota na Batalha de Drépano. Ele era um liberto do cônsul e trabalhava como seu empregado ou mensageiro.

## Ditadura (249 a.C.)
Quando Pulcro, depois de sua derrota em Drépano (249 a.C.), foi convocado pelo Senado Romano para responder por sua má condução da guerra, os senadores o forçaram a nomear um ditador e ele escolheu Glícia. A nomeação, contudo, foi imediatamente cancelada e Glícia sequer teve tempo de nomear um mestre da cavalaria (magister equitum), o que não impediu que Glícia comparecesse aos grandes jogos com sua toga pretexta como se realmente ainda fosse ditador. Logo depois, o Senado nomeou o experiente Aulo Atílio Calatino em seu lugar, que escolheu como mestre da cavalaria o igualmente experiente Lúcio Cecílio Metelo.

## Anos seguintes
Glícia foi depois legado em Córsega do cônsul Caio Licínio Varo em 236 a.C.. Depois de tratar com os corsos sem ordens do Senado e nem do cônsul, foi entregue ao inimigo como único responsável pelo tratado e, diante da negativa deles em castigá-lo, foi levado a Roma e condenado à morte.